# 4482 Frèrebasile
4482 Frèrebasile eller 1986 RB är en asteroid i huvudbältet som upptäcktes den 1 september 1986 av den franske astronomen Alain Maury vid Palomar-observatoriet. Den är uppkallad efter Nicolas Dupont.
Asteroiden har en diameter på ungefär 7 kilometer och den tillhör asteroidgruppen Phocaea.